# Arcuphantes sylvaticus
Arcuphantes sylvaticus là một loài nhện trong họ Linyphiidae.
Loài này thuộc chi Arcuphantes. Arcuphantes sylvaticus được Ralph Vary Chamberlin & Wilton Ivie miêu tả năm 1943.